# Superfast Jellyfish
«Superfast Jellyfish» es el segundo sencillo lanzado del tercer álbum de estudio de la banda alternativa banda virtual británica Gorillaz, Plastic Beach. Su lanzamiento se produjo el 9 de mayo de 2010.

## Trasfondo
La canción presenta voces de Gruff Rhys, vocalista de Super Furry Animals, y de De La Soul, que se presentaron anteriormente en "Feel Good Inc.". La canción contiene muestras de un comercial de 1986 para el horno de microondas Swanson, "Great Starts Breakfast".

## Lanzamiento
La canción se estrenó en el programa de Zane Lowe, BBC Radio 1 el 25 de febrero de 2010. Aproximadamente una hora más tarde, se subió al canal oficial de Gorillaz en YouTube. La primera remezcla oficial de la canción, fue hecha por Unicorn Kid, que se estrenó en el mismo programa el 12 de abril de 2010. El 27 de abril de 2010, el grupo interpretó la canción en vivo en "Later... with Jools Holland".

## Visual de acompañamiento
El visual comienza con un hombre que se despierta con el sonido de una alarma, bajando las escaleras para desayunar una caja de "Superfast Jellyfish" cocinada en su microondas. Una vez listo, comienza a comer una de las medusas, sin embargo, es enviado a un trance en el que las medusas bailan alrededor de su cabeza. En los conciertos ponen otro visual.

## Lista de canciones
- Sencillo en CD (promocional)[6]

1. «Superfast Jellyfish» – 2:59
2. «Superfast Jellyfish» (Instrumental) – 2:48

- Sencillo en CD (promocional) - "Remixes"[7]

1. «Superfast Jellyfish» (Unicorn Kid Remix) – 3:37
2. «Superfast Jellyfish» (Evil 9 Remix) – 6:10
3. «Superfast Jellyfish» (Mighty Mouse Remix) – 6:48

## Personal
- Damon Albarn: voces, sintetizadores, bucles de muestra, programación de batería, producción
- Posdunos: rap
- David Jude Jolicoeur: rap
- Gruff Rhys: voz, guitarra
- Jason Cox: bajo, producción adicional
- Gabriel Mauris Wallace: percusión